# بی ام و ام-۴۴
ام-۴۴ یک موتور بنزینی چهار سیلندر DOHC است که جایگزین موتورهای ام-۴۲ شد و از سال ۱۹۹۶ تا ۲۰۰۰ در کارخانه تولید شد. این موتور در کنار موتور چهار سیلندر ام-۴۳ SOHC تولید شد اما موتور ام-۴۴ عملکرد بالاتری داشت. در سال ۲۰۰۰، ام-۴۴ با موتور ان-۴۲ جایگزین شد.